# فرهنگ ریشه‌شناسی
فرهنگ ریشه‌شناسی (به انگلیسی: Etymological dictionary) کتابی است که ریشه شناسی کلمات ذکر شده را مورد بحث قرار می دهد. اغلب، لغت نامه های بزرگ، مانند فرهنگ لغت انگلیسی آکسفورد و وبستر، حاوی برخی از اطلاعات ریشه شناسی هستند، بدون اینکه تمایلی به تمرکز بر ریشه شناسی داشته باشند.

## منبع
- مشارکت‌کنندگان ویکی‌پدیا. «Etymological dictionary». در دانشنامهٔ ویکی‌پدیای انگلیسی، بازبینی‌شده در ۲۰۲۴-۰۹-۰۱.